# بزرگ‌قو
بزرگ‌قو (نام علمی: Olorotitan) نام یک گونه از تیره اردک‌منقاران است.این حیوان ۱۲ متر طول و حداکثر ۵٬۵ تن وزن دارد.